# Alexandre del Valle
Alexandre del Valle (n. 6 septembrie 1969) este un politolog, jurnalist și eseist francez, care este interesat în probleme de islamism, terorism și geopolitica a lumii musulmane.

## Biografie
Del Valle s-a născut la data de 6 septembrie de 1969 în Marsilia.

## Educație
A urmat studii de Securitate, Apărării Naționale și Istorie a doctrinelor politice din cadrul Universității Paul Valéry-Montpellier 3, la Institutul de Studii Politice din Aix-en-Provence, și la Institutul de Științe Politice de la Milano.
El a obținut titlul științific de doctor în istoria contemporană la Universitatea Paul Valéry-Montpellier 3 , cu teza de doctorat "Occidentul și al doilea decolonizarea: Indigenismul și islamismul deoarece Războiul Rece până în prezent".

## Carieră profesională
La începutul carierei sale, a lucrat ca funcționar public în Franța, apoi a lucrat la Parlamentul European la Bruxelles, înainte de a crea compania de consultanta.
El predă în prezent geopolitica și relațiile internaționale la Școala de Comerț - La Rochelle.

## Eseist
El este autorul a șapte cărți, traduse în limba portugheză, italiană și sârbă. În prima sa carte "Islamismul și Statele Unite ale Americii: o alianță împotriva Europei", a studiat asistența oferită de americani pentru Mujahideen afgan în lupta lor împotriva Uniunii Sovietice.
În ultima carte "Haosul în Siria", el studiază cauzele profunde conflictului sirian.
El a apărat ideea de apropiere între Rusia și Europa pentru a crea un nou bloc geopolitic el a numit "Pan-Vest", care este necesar pentru a lupta împotriva amenințării islamiste.
Del Valle vorbea chiar de “natura totalitară a ortodoxiei islamice" și descrie Islamismul drept al treilea tip de totalitarism, primele două fiind nazism și comunism.
Del Valle este împotriva aderării Turciei la Uniunea Europeană. El a scris într-un articol recent: "A crede că Turcia este „occidentală“ pentru că este membră NATO și „europeană“ pentru că bate la ușile de la Bruxelles este o eroare de analiză din partea decidenților occidentali, care confundă identitatea civilizațională a Occidentului cu interesele  economice, strategice, instituționale."
În cartea sa “Complexul occidental.Mic tratat de deculpabilizare” el definește acest complex occidental: “E vorba de o boală colectivă, de un proces de autoscufundare identitară fondat pe postulatul că civilizația noastră este cea mai rea dintre toate. Pentru ca niciodată să nu se mai reproducă tragediile trecutului, noi ar trebui să ne rușinăm de Istoria noastră, apoi să ne ștergem rădăcinile “vinovate” pentru a ispăși greșelile strămoșilor noștri siguri sau doar presupuși, în numele cărora  să fim judecați de crimă. ... Acest complex occidental ne împinge, deci, să ne devalorizăm  tot ce e al nostru și să supravalorizăm ceea ce e al celorlalți.”

## Publicații
- La Maronité politique, Le système confessionnel libanais et la guerre civile, IEP d'Aix-en-Provence, 1992 (mémoire).
- Statut légal des minorités religieuses en terres d'Islam, Faculté de droit d'Aix-en-Provence, 1993 (mémoire).
- La Théorie des élites, Faculté de Sciences politiques de Milan, 1993 (mémoire de DEA en histoire des doctrines politiques et des institutions politiques).
- Islamisme et États-Unis, une alliance contre l'Europe, L'Âge d'Homme, 1997 (ISBN 2-8251-1060-4). versions italienne et serbo-croate.
- Une idée certaine de la France (ouvr coll), Sous la direction d'Alain Griotteray, 1999, France-Empire, 1998.
- Guerres contre l'Europe : Bosnie, Kosovo, Tchétchénie, Les Syrtes, 2001 (ISBN 2-84545-045-1). (versions espagnoles, brésilienne, portugaise, italienne et serbo-croate).
- Quel avenir pour les Balkans après la guerre du Kosovo, Paneuropa/L'Age d'Homme, 2000.
- Le Totalitarisme islamiste à l'assaut des démocraties, Les Syrtes, 2002.
- La Turquie dans l'Europe : un cheval de Troie islamiste ?, Les Syrtes, 2004 (ISBN 2-84545-093-1).
- Le Dilemme turc, ou les vrais enjeux de la candidature d'Ankara avec Emmanuel Razavi, Les Syrtes (ISBN 2-84545-116-4).
- Frères musulmans. Dans l'ombre d'Al Qaeda, Jean-Cyrille Godefroy, 2005 (ISBN 2-86553-179-1), préface d'Emmanuel Razavi.
- Perché la Turchia non può entrare nell'Unione europea, Guerini ed Associati, Milan, 2009 (préface de Roberto de Mattei).
- I Rossi, Neri, Verdi: la convergenza degli Estremi opposti, Lindau, 2009, Turin (préface Magdi Allam).
- Pourquoi on tue des chrétiens dans le monde aujourd'hui ? : La nouvelle christianophobie, Maxima Laurent du Mesnil 2011 (préface Denis Tillinac)
- Le complexe occidental : Petit traité de déculpabilisation (Complexul occidental.Mic tratat de deculpabilizare), L'artilleur, Toucan Essais, 2014.
- Le Chaos syrien, printemps arabes et minorités face à l'islamisme, Dhow, 2014